# Rasmus Carstensen
Rasmus Carstensen (* 10. November 2000 in Virklund, Dänemark) ist ein dänischer Fußballspieler. Der rechte Außenverteidiger steht als Leihspieler des 1. FC Köln beim Aarhus GF unter Vertrag und war dänischer Nachwuchsnationalspieler.

## Karriere

### Verein
Rasmus Carstensen wechselte im Jahr 2012 von Virklund Boldklub in die Jugendabteilung von Silkeborg IF. Am 20. März 2019 gab er im Alter von 18 Jahren bei der 0:2-Niederlage im Zweitligaspiel bei Lyngby BK sein Profidebüt. Bis Saisonende kam Carstensen auf insgesamt sieben Einsätze und stieg mit seinem Verein in die Superligaen auf. In der darauffolgenden Spielzeit war er in der Abstiegsrunde als rechter Außenverteidiger Stammspieler, als er in jedem seiner sechs Einsätze in besagter Runde durchspielte. Rasmus Carstensen stieg mit Silkeborg IF umgehend wieder in die Zweitklassigkeit ab und dort gelang ihm schließlich der Durchbruch. Am Ende der Zweitligaspielzeit 2020/21 stieg der Verein wieder in die Superligaen auf und schaffte dort den Klassenerhalt. Dabei qualifizierte sich Silkeborg IF sogar für die Meisterrunde und belegte dort den dritten Platz. Carstensen gehörte in dieser Spielzeit weiterhin zu den Stammkräften in der Mannschaft. Zu Beginn der Saison 2022/23 kam er nur noch kurz zum Einsatz.
Am 9. August 2022 wechselte Rasmus Carstensen zum belgischen Erstdivisionär KRC Genk und unterschrieb dort einen Vertrag mit einer Laufzeit bis Sommer 2026. In seiner ersten Saison in Belgien konnte sich Rasmus Carstensen nicht durchsetzen. Er bestritt nur 4 von 37 möglichen Ligaspielen für die erste Mannschaft sowie 9 von 32 möglichen Spielen für die U 23-Mannschaft, die in der Division 1B spielt.
Zur Saison 2023/24 wechselte Carstensen für ein Jahr auf Leihbasis in die Bundesliga zum 1. FC Köln. Unter Steffen Baumgart und dessen Nachfolger Timo Schultz kam der Rechtsverteidiger auf 23 Ligaeinsätze. Trotz des Abstiegs des FC in die 2. Bundesliga wurde die Kaufoption vor der Saison 2024/25 gezogen. Bis zur Winterpause wurde er von Gerhard Struber nur dreimal in der Liga eingesetzt.
Daher wechselte Carstensen Mitte Januar 2025 bis zum Saisonende auf Leihbasis zum polnischen Erstligisten Lech Posen. Im Juli 2025 folgte eine weitere Leihe zum Aarhus GF.

### Nationalmannschaft
Rasmus Carstensen war dänischer Nachwuchsnationalspieler und gab am 4. September 2020 beim 1:1-Unentschieden in Aalborg gegen die Ukraine sein Debüt für die U21 der Skandinavier. Die Dänen nahmen an der U21-EM 2021 in Ungarn und Slowenien teil. Diese Endrunde war aufgrund der COVID-19-Pandemie in eine Gruppenphase, die im März 2021 stattfand, und in eine Finalrunde, die vom 31. Mai 2021 bis zum 6. Juni 2021 ausgetragen wurde, aufgeteilt. Carstensen gehörte bei diesem Turnier in beiden Teilen zum Kader und erreichte mit seiner Mannschaft das Viertelfinale, wo die Skandinavier nach Elfmeterschießen gegen Deutschland ausschieden. Dabei kam er während der Endrunde in drei Partien zum Einsatz. Nach dem Turnier kam er zu zwei Einsätzen für die U20 der Dänen. Mit der U21 Dänemarks verpasste er die Teilnahme an der U21-EM 2023 in Georgien und Rumänien.